# 斯特潘茨明達

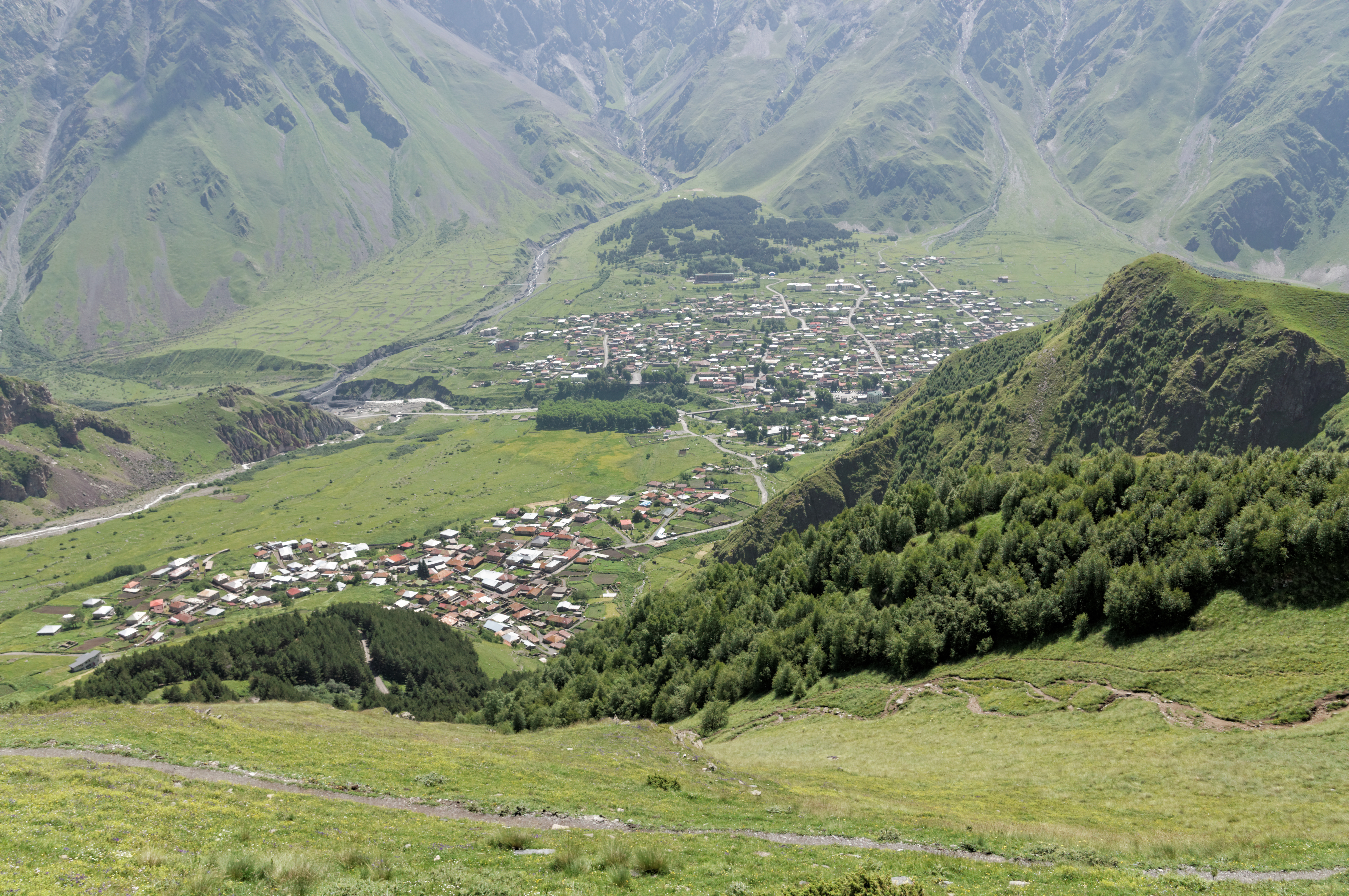
斯特潘茨明達

42°39′27″N 44°38′43″E / 42.65750°N 44.64528°E
斯特潘茨明達，是格魯吉亞東北部姆茨赫塔-姆蒂亚内蒂大区卡茲貝吉市鎮的城鎮及其行政中心。海拔高度1,740米，2014年人口1,326。